# 아네트 푀치

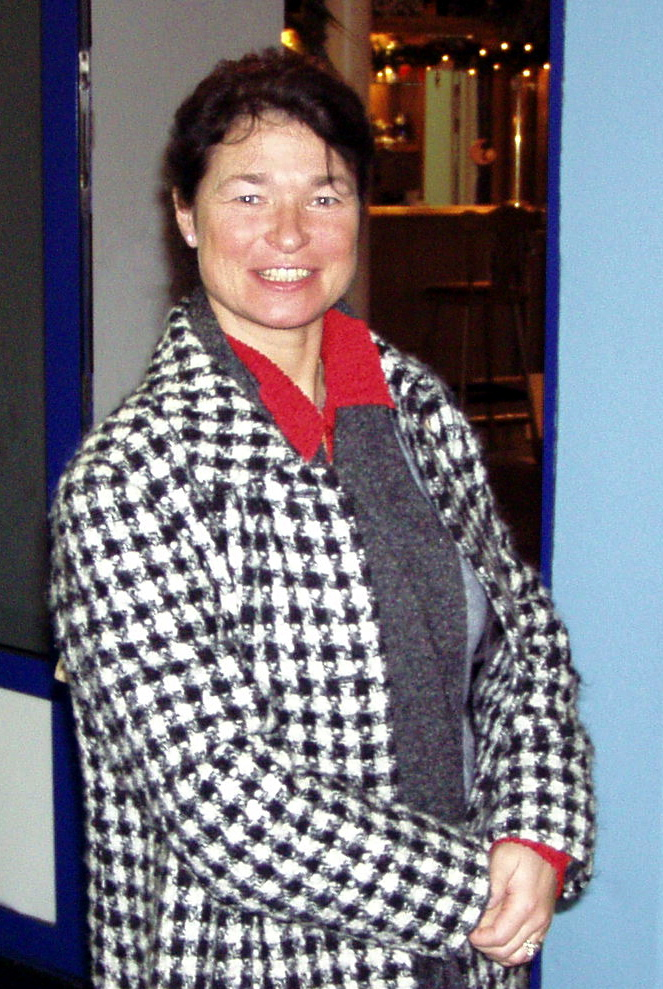
아네트 푀치(2006년)

아네트 푀치(독일어: Anett Pötzsch, 1960년 9월 3일 ~ )는 독일의 전직 피겨 스케이팅 선수이다. 그녀는 1980년 올림픽에서 금메달을 획득했고 세계 선수권 대회에서 2연패했다.

## 선수 경력
푀치는 동독 국가대표로 국제 대회에 참가하였다. 푀치의 첫번째 코치는 브리기테 셸호른이었다. 그녀는 1980년 동계 올림픽에서 우승했고, 1978년과 1980년 세계 선수권 대회에서 우승했다. 1977년부터 1980년까지 유럽 선수권 대회에서 4연패했고 1976년부터 1980년까지 동독 선수권 대회에서 5연패했다. 그녀는 1981년에 은퇴를 발표했다.

## 개인 생활
푀치는 동독 카를마르크스슈타트(현재의 켐니츠)에서 태어났다.